# Patapoklosi
Patapoklosi è un comune dell'Ungheria di 359 abitanti (dati 2008) situato nella contea di Baranya, regione Transdanubio Meridionale